# Parmacella tenerifensis
Parmacella tenerifensis é uma espécie de gastrópode  da família Parmacellidae.
É endémica de Espanha.